# Guzargah-e Nur (distrikt)
Guzargah-e Nur är ett distrikt i Afghanistan. Det ligger i provinsen Baghlan, i den nordöstra delen av landet, 190 kilometer norr om huvudstaden Kabul. Administrativ huvudort är Guzargah-e Nur.
Distriktet beräknades år 2022 ha cirka 12 000 invånare.